# John Hoesli
John Dennis Hoesli (* 8. März 1919; † März 1997 in Bracknell, Vereinigtes Königreich) war ein britischer Filmarchitekt, Zeichner und Ausstatter.

## Leben und Wirken
Hoesli erlernte sein filmisches Handwerk als später Teenager unmittelbar vor Ausbruch des Zweiten Weltkriegs; mit 19 Jahren war er als Szenenbildnerassistent an Alfred Hitchcocks Schmugglerdrama Riff-Piraten beteiligt. Nach seinem Kriegsdienst nahm Hoesli seine Filmtätigkeit 1945 als Zeichner wieder auf, kehrte aber zu Beginn der 1950er Jahre zur Filmarchitekten-Assistenz zurück. Als Zuarbeiter von Wilfred Shingleton organisierte er beispielsweise 1951 das klapprige, titelgebende Dampfbötchen „African Queen“ in John Hustons weitgehend auf zwei Personen reduzierten Komödien-Drama gleichen Namens. Gegen Ende der 1950er Jahre ließ man Hoesli auch erstmals als Filmarchitekt arbeiten.
John Hoesli betreute in seiner Szenenbildner-Karriere mehrfach aufwendige Abenteuerstoffe wie Raubzug der Wikinger und Sturm über Jamaika, Thriller wie „Stiefel, die den Tod bedeuten“ und Die Nadel sowie das Politdrama Die Wilby-Verschwörung und den Ausstattungsstoff „Der Prinz und der Bettler“, jedoch keine Komödien. In Erinnerung bleibt Hoesli vor allem aufgrund seiner Mitarbeit an Stanley Kubricks Science-Fiction-Klassiker 2001: Odyssee im Weltraum, wo er Chefdesigner Tony Masters zuarbeitete und mit ihm und zwei weiteren Kollegen das futuristische Design dieser zweieinhalbstündigen Großproduktion kreierte. 1986 zog sich Hoesli aus dem Filmgeschäft wieder zurück.

## Filmografie
als Filmarchitekt oder Ausstatter
- 1953: Im Schatten des Korsen (Sea Devils) – als Assistent von Wilfred Shingleton
- 1957: Die Fahrt in den Abgrund (The Long Haul)
- 1962: Bretter, die die Welt bedeuten (I Could Go on Singing)
- 1962: Das Glück in seinen Armen (Stolen Hours)
- 1963: Raubzug der Wikinger (The Long Ships)
- 1964: Sturm über Jamaika (A High Wind in Jamaica)
- 1967: 2001: Odyssee im Weltraum (2001: A Space Odyssey)
- 1969: Die letzten Abenteurer (The Adventurers)
- 1971: Stiefel, die den Tod bedeuten (Blind Terror)
- 1973: Zardoz
- 1974: Die Wilby-Verschwörung (The Wilby Conspiracy)
- 1976: Der Prinz und der Bettler (Crossed Swords)
- 1977: Die Katze und der Kanarienvogel (The Cat and the Canary)
- 1980: Die Nadel (Eye of the Needle)
- 1983: Sahara
- 1984: Santa Claus (Santa Claus: The Movie)
- 1986: The Last Days of Patron (Fernsehfilm)